# Ikeda
Ikeda (jap. 池田市 Ikeda-shi) – miasto w Japonii, na wyspie Honsiu, w prefekturze Osaka.

## Położenie
Miasto leży w północnej części prefektury, w aglomeracji Osaki. Graniczy z:
- Toyonaką
- Minō
- Kawanishi
- Itami

## Historia
Miasto otrzymało prawa miejskie 29 kwietnia 1939 roku.

## Miasta partnerskie
- Launceston
- Suzhou